# Beaver (Utah)
Beaver – miasto w Stanach Zjednoczonych, w stanie Utah, w hrabstwie Beaver. Według danych z 2000 roku miasto miało 2454 mieszkańców.
W Beaver, w 1897 roku, urodziła się Betty Compson, amerykańska aktorka, nominowana do Oscara za rolę w filmie The Barker.